# Łęgowo (powiat zielonogórski)
Łęgowo (niem. Lang Heinersdorf) – wieś sołecka w zachodniej Polsce, w województwie lubuskim, w powiecie zielonogórskim, w gminie Sulechów, około 7 km od Sulechowa. Zamieszkiwana przez 267 osób (stan na 30 czerwca 2025). W latach 1975–1998 zlokalizowana w województwie zielonogórskim.

## Zabytki
Do wojewódzkiego rejestru zabytków wpisany jest:
- zespół pałacowy i folwarczny:
  - pałac w ruinie z XIX w.
  - oficyna nr 54/55
  - czworak, szachulcowy nr 49/50
  - folwark: 
    - lamus, szachulcowy
    - stodoła i dom nr 52
    - dwie obory
    - dom nr 53
    - stajnia
    - stodoła
    - spichlerz

Inne zabytki:
- kościół pw. św. Stanisława Biskupa

## Drzewa i inne pomniki przyrody
- dąb szypułkowy o obwodzie 734 cm (w 2012 r.)[5]

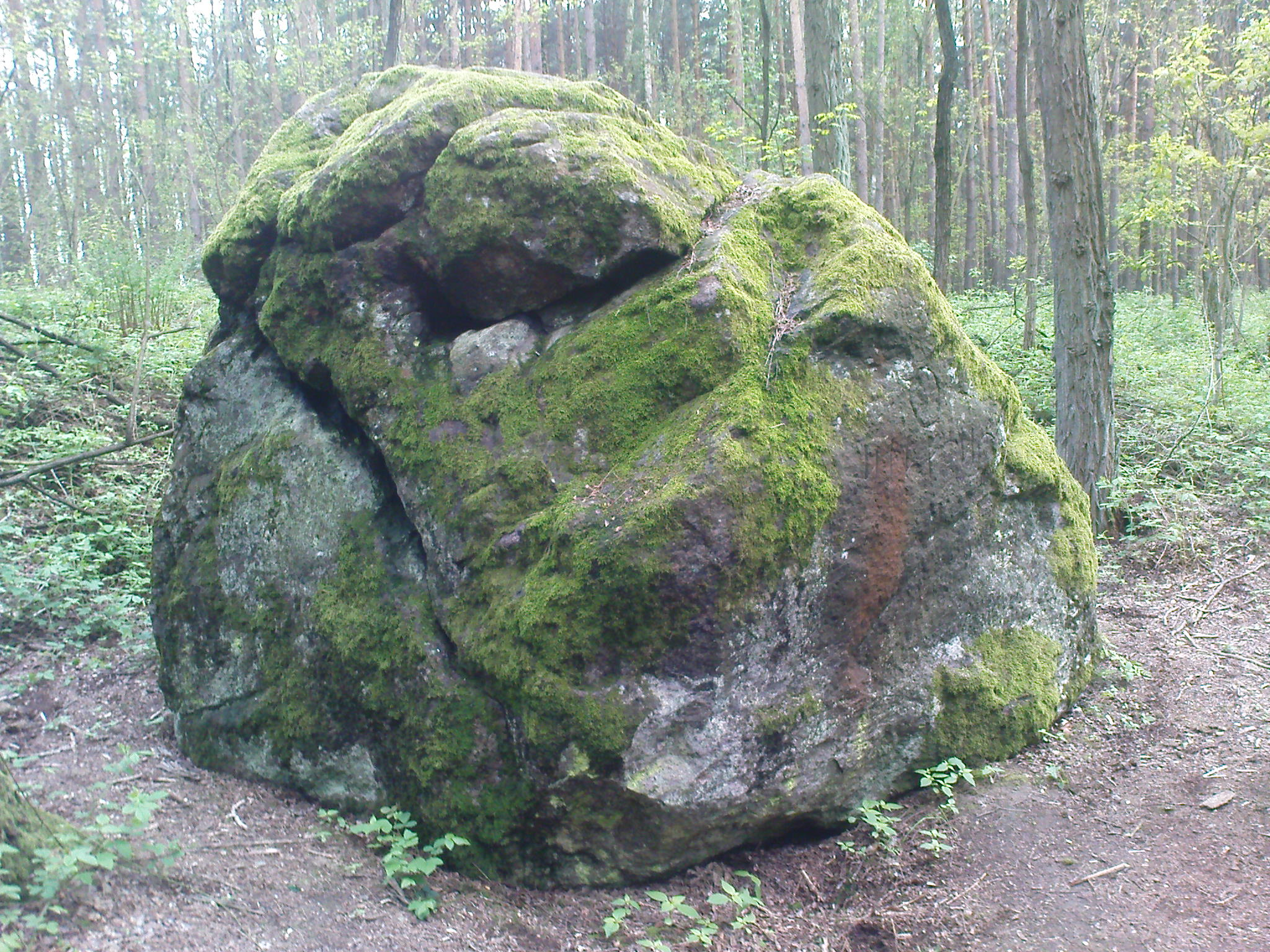
Eratyk Łęgowski niedaleko wsi

- głaz narzutowy, tzw. Eratyk Łęgowski, gnejs gruboziarnisty szary z różowymi plamami, silnie spękany, usytuowany w lesie około 2 km od wsi przy drodze powiatowej do Sulechowa (po prawej stronie).